# Knivsta
Knivsta è una città della Svezia, capoluogo del comune omonimo, nella contea di Uppsala. Ha una popolazione di 6.898 abitanti.